# João Carlos de Oliveira
João Carlos de Oliveira, també conegut com a João do Pulo, (Pindamonhangaba, estat de São Paulo; 28 de maig 1954 - São Paulo, 29 de maig de 1999) fou un atleta brasiler especialista en triple salt i salt de llargada, que va competir durant la dècada de 1970.

## Biografia
Durant la seva carrera esportiva va guanyar dues medalles de bronze als Jocs Olímpics, el 1976 a Montreal i el 1980 a Moscou. La seva millor marca de 17,89 metres, establerta el 15 d'octubre de 1975, fou rècord del món fins al 1985. També va vèncer la prova de triple salt de la Copa Continental d'atletisme en 3 edicions consecutives (Düsseldorf 1977, Montreal 1979 i Roma 1981). El 22 de desembre de 1981 patí un accident automovilístic a prop de São Paulo, pel qual perdé una cama, precipitant la seva retirada de l'esport.
Oliveira havia estat també membre de l'exèrcit brasiler, arribant al grau de sergent. Després de l'accident i la llarga convalescència a l'hospital, entrà en política. Va afiliar-se al Partit del Front Liberal, amb el que es presentà 4 vegades a les eleccions a l'Assemblea Legislativa de l'estat de São Paulo, aconseguint l'escó de diputat estatal en les dues primeres ocasions (1986 i 1990).
L'exatleta, que patia de depressió i alcoholisme, desenvolupà una cirrosi hepàtica que li va provocar la mort el 29 de maig de 1999, l'endemà del seu 45è aniversari.

## Homenatges
L'any 2025, en virtut de la llei federal núm. 15.115, el nom de João do Pulo va ser inscrit al Llibre dels Herois i Heroïnes de la Pàtria, un memorial cenotàfic situat a l'interior del Panteó de la Pàtria i de la Llibertat Tancredo Neves de Brasília, creat per honorar la memòria de les persones que millor van servir en la construcció i defensa del país i els seus valors nacionals.